# Oxidercia excisa
Oxidercia excisa là một loài bướm đêm trong họ Noctuidae.